# Effigy Mounds nationalmonument

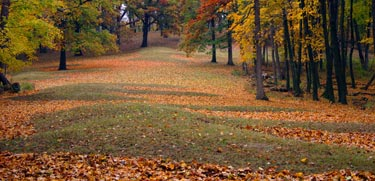
Effigy Mounds nationalmonument

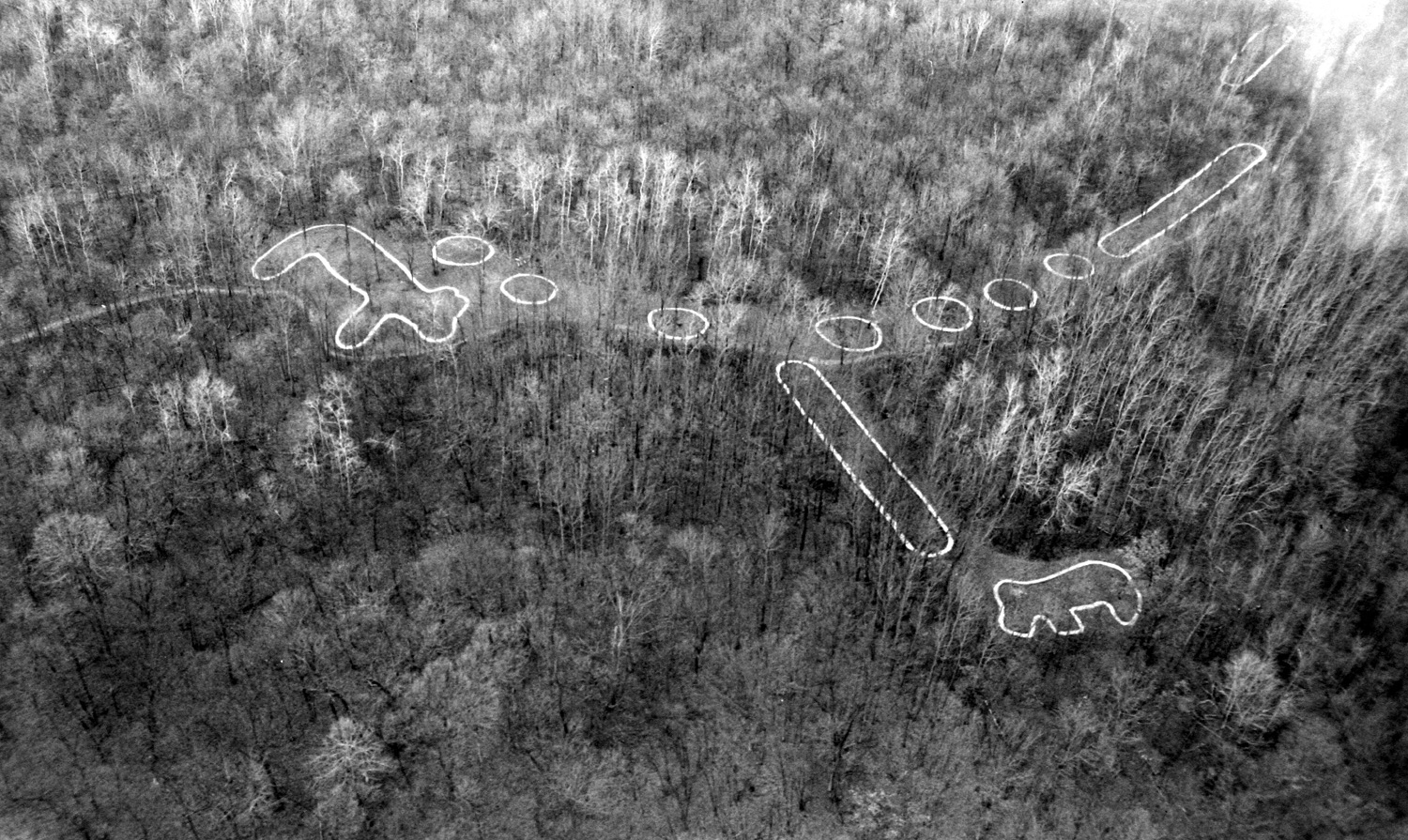
Från luften

Effigy Mounds nationalmonument ligger i delstaten Iowa i USA. Här finns över tvåhundra stora djurkonturer iform av åsar - mounds - som skapades av indianer innan européerna anlände.
Området anses fortfarande vara helig mark för många indianer.